# 권민재
권민재(2001년 6월 11일 ~ )는 대한민국의 축구 선수이다. 포지션은 공격수이다. 현재 K리그2 부산 아이파크의 선수이다.